# Palpaenidea
Palpaenidea is een geslacht van kevers uit de familie bladkevers (Chrysomelidae).
De wetenschappelijke naam van het geslacht werd in 1933 gepubliceerd door Laboissiere.

## Soorten
- Palpaenidea facialis (Jacoby, 1895)
- Palpaenidea labeonis Laboissiere, 1933